# Tetrastigma littorale
Tetrastigma littorale är en vinväxtart som beskrevs av Elmer Drew Merrill. Tetrastigma littorale ingår i släktet Tetrastigma och familjen vinväxter. Inga underarter finns listade i Catalogue of Life.